# Eglin Air Force Base

i7
i11
i13
Die Eglin Air Force Base (IATA-Code: VPS, ICAO-Code: KVPS) ist mit rund 1876 km² der flächenmäßig größte Stützpunkt der United States Air Force (USAF). Gleichzeitig ist sie ein census-designated place (CDP) mit 3.006 Einwohnern nach der Volkszählung von 2020. Der CDP grenzt im Osten an die Stadt Valparaiso und im Süden an die Choctawhatchee Bay. Er liegt rund 30 km südlich von Crestview sowie etwa 70 km östlich von Pensacola im US-Bundesstaat Florida.
Die Anlage besitzt zwei Start- und Landebahnen mit 3.050 m und 3.660 m Länge, die sich die Base mit dem zivil genutzten Destin–Fort Walton Beach Airport teilt.

## Geschichte
1931 begann das Army Air Corps sich für die unbewohnte, sumpfige Fläche rund um Valparaiso zu interessieren, um sie als Schießbahn und Bombenabwurfplatz zu nutzen. Ein erstes Flugfeld wurde 1933 errichtet und am 14. Juni 1935 als  Valparaiso Bombing and Gunnery Base eröffnet.
Am 4. August 1937 wurde es umbenannt in Eglin Field, zu Ehren Lieutenant Colonel Frederick I. Eglin, einem Piloten des Ersten Weltkriegs, der am 1. Januar desselben Jahres bei einem Flugzeugabsturz ums Leben kam. Bis 1941 hatte sich der Stützpunkt schon auf 1554 km² ausgedehnt und war nun ein wichtiges Testzentrum für Flugzeuge, Waffen und Ausrüstung der Luftwaffe sowie für das Training von Luftkampftaktik.
Als Teil des erweiterten Eglin Proving Ground trainierten 1944 unter anderem Bomberbesatzungen am 1:1-Nachbau einer V1-Startstellung alter Bauart die Angriffstaktik auf diese Stellungen in Nordfrankreich.
Auch die ersten militärischen Raketen wurden ab 1946 hier entwickelt. Nach dem Zweiten Weltkrieg änderte sich der Name der Basis ins heutige Eglin Air Force Base. In der Folgezeit testete die USAF hier zahlreiche Flugzeuge (unter anderem F-100 bis F-106 und die B-52), Drohnen und Raketen. Heutzutage liegt der Schwerpunkt bei der Entwicklung und dem Testen von luftgestützten Waffen für die Air Force.
Airbus testete hier in einem speziellen Hangar die A350 bei Hitze und Kälte, ebenso Bombardier die CSeries.

## Militärische Nutzung
Die Eglin AFB ist dem Air Force Materiel Command zugeordnet, dessen Air Armaments Center dort luftgestützte Waffen entwickelt und testet. Der größte Teil der Fläche – einschließlich dem Eglin Gulf Test Range 
mit einer Fläche von rund 340.000 km² im Golf von Mexiko – dient als Waffentestgelände. Im östlichen Bereich befindet sich eine Radar-Station zur Weltraumüberwachung.
Die Basis ist zurzeit (2024) Heimat von zwei Geschwadern.
- 33rd Fighter Wing, Teil des Air Education and Training Command, in Eglin liegen unter anderem auch zwei seiner F-35A Schulstaffeln
- 53rd Wing, Teil des Air Combat Command, ausgerüstet mit einer Reihe von Teststaffeln, die mit verschiedenen Helikoptern, Kampf- und Transportflugzeugen ausgerüstet ist

Hinzu kommen einige weitere fliegende und nichtfliegende Verbände. Hierzu gehören seit 2024 auch die jeweiligen 80. Squadrons der britischen Royal Air Force und der Royal Australian Air Force, deren Aufgabe die Erstellung der Missionsdaten für die jeweiligen F-35-Flotten ihrer Nationen ist.

## Zivile Nutzung
Auf der Eglin AFB werden neben militärischen Raketen auch zivile Höhenforschungsraketen der NASA gestartet, wofür drei Abschussrampen (eine bei 29.6700 nördliche Breite und 85.3700 westliche Länge auf Cape San Blas, zwei auf Santa Rosa Island bei 30.3800 nördlicher Breite und 86.7400 westlicher Länge und bei 30.3800 nördlicher Breite und 86.8170 westlicher Länge) zur Verfügung stehen.

## Demographische Daten
Gemäß der Volkszählung 2010 verteilten sich die damaligen 2274 Einwohner auf 1336 Haushalte. 77,2 % der Bevölkerung bezeichneten sich als Weiße, 8,9 % als Afroamerikaner, 0,5 % als Indianer und 2,2 % als Asian Americans. 3,5 % gaben die Angehörigkeit zu einer anderen Ethnie und 7,7 % zu mehreren Ethnien an. 13,7 % der Bevölkerung bestand aus Hispanics oder Latinos.
Im Jahr 2010 lebten in 51,8 % aller Haushalte Kinder unter 18 Jahren sowie 31,2 % aller Haushalte Personen mit mindestens 65 Jahren. 67,7 % der Haushalte waren Familienhaushalte (bestehend aus verheirateten Paaren mit oder ohne Nachkommen bzw. einem Elternteil mit Nachkomme). Die durchschnittliche Größe eines Haushalts lag bei 2,62 Personen und die durchschnittliche Familiengröße bei 3,37 Personen.
39,2 % der Bevölkerung waren jünger als 20 Jahre, 41,0 % waren 20 bis 39 Jahre alt, 6,5 % waren 40 bis 59 Jahre alt und 13,3 % waren mindestens 60 Jahre alt. Das mittlere Alter betrug 25 Jahre. 43,5 % der Bevölkerung waren männlich und 56,5 % weiblich.
Das durchschnittliche Jahreseinkommen lag bei 30.845 $, dabei lebten 6,8 % der Bevölkerung unter der Armutsgrenze.
Im Jahr 2000 war englisch die Muttersprache von 91,22 % der Bevölkerung, spanisch sprachen 6,13 % und 2,65 % hatten eine andere Muttersprache.

## Sonstiges
Das heute eigenständige Hurlburt Field gehörte seit Anfang der 1940er als Field No. 9 zur Eglin AFB.